# Mas Canyelles
El Mas Canyelles és una masia a més d'un km al nord de la vila de Castellar del Vallès (Vallès Occidental).

## Arquitectura
És una masia de planta rectangular, amb carener perpendicular a la façana principal. Conforma un conjunt volumètric de gran complexitat i prou allunyat de la tipologia clàssica. La coberta és a dos vessants. Els cossos adossats, mantenen una diferenciació d'àmbits per habitacle familiar i d'altres, per a estables i serveis de treball. Presenta una façana i laterals de pedra que es pot veure molt restaurada.
Els cossos adossats presenten la teulada a un sol aiguavés. Finestres quadrades i emmarcades amb pedra ben escairada i ampit. Les cantonades dels murs exteriors mostren carreus ben escairats. El portal és adovellat i s'aprecia el seu inici de tipologia clàssica d'arc de mig punt que ha estat substituït per una porta amb dintell de fusta, inscrita en el mateix portal.

## Història
Situada a sol naixent, junt al riu del mateix nom, la masia de Canyellas es troba esmentada el 981. Actualment molt ben restaurada. Pere de Canyelles era Batlle de Castellar pels volts del 1437 per la casa de Clasquerí. El 1553 vivien Antich Canyelles de la Muntanya i Joan Canyellas de la Bruguera.